# Posiołok centralnoj usad´by opytnoj stancyi WNIIMK
Posiołok centralnoj usad´by opytnoj stancyi WNIIMK (ros. Посёлок центральной усадьбы опытной станции ВНИИМК) – wieś w Rosji, w okręgu miejskim miasta Armawir w Kraju Krasnodarskim. W 2012 r. liczyła 404 mieszkańców.